# Longeau-Percey
Longeau-Percey é uma comuna francesa na região administrativa de Grande Leste, no departamento de Haute-Marne. Estende-se por uma área de 7,48 km². Em 2010 a comuna tinha 748 habitantes (densidade: 100 hab./km²).